# نوكيا آشا 309
نوكيا آشا 309 (بالإنجليزية: Nokia Asha 309)‏ هو هاتف ذكي من نوكيا يعمل بنظام تايزن، تم طرحه في الأسواق في 2012.

## الخصائص
- نظام التشغيل: تايزن
- الشاشة: 240 × 400
- الوزن: 102 غرام
- التخزين: 20 ميجابايت